# Artemis Fowl en het Atlantiscomplex
Artemis Fowl en het Atlantiscomplex is het zevende boek in de serie Artemis Fowl. Het is verschenen in het Nederlands op 6 januari 2011 en is het voorlaatste boek in de serie.

## Korte inhoud
In IJsland heeft Artemis Fowl, het meestergenie, een groep elfen bijeen geroepen - waaronder Holly Short, kapitein van de elfBI, en Foaly, de centaur. Hij heeft de oplossing voor de opwarming van de aarde gevonden. Artemis gedraagt zich echter vreemd. Hij lijkt wel paranoïde, en hij heeft iets met het getal vijf. Holly ontdekt dat Artemis lijdt aan het "Atlantiscomplex" - dit betekent dat hij ontzettend paranoïde wordt door het blootstellen van de hersenen aan te grote problemen en dergelijke, zodat die niet meer goed kunnen werken. En net nu hebben de elfen hem nodig, want Atlantis wordt bedreigd. De stad zal in handen komen van slechte robots als Artemis niets doet. En hij kan ook niks doen, wegens zijn paranoia. Holly probeert om de echte oude Artemis Fowl terug te krijgen, zodat ze ervoor kunnen zorgen dat de stad niet wordt overgenomen door de mysterieuze robots. Anders zal Atlantis vernietigd worden - tezamen met alle elfen - en het is dus van groot belang dat "Arty" terug zichzelf wordt.

## Voorloper en vervolg
Met bijna twee jaar ertussen is in november 2012 het laatste boek verschenen. In dit boek wordt beschreven hoe Opal Koboi - die het laatst in het zesde boek te zien was - een laatste kans grijpt om de wereld de hare te maken.